# Старицькі
Старицькі — український старшинський (згодом дворянський) рід Полтавщини.
Рід походить від Луки Семеновича, протопопа полтавського (1665 — 1671) і його сина Захара Лукича Старицького, полтавського полкового сотника (1711 — 1714).
Від правнуків Захара Старицького — Григорія і Василя Михайловичів Старицьких ведуть початок дві лінії роду Старицьких:
- полтавська, до якої належали серед інших Георгій (Єгор) Павлович Старицький (*1825 — ↑1899) — сенатор (1867), член Державної Ради (1879) і голова Департаменту Законів (1883 — 1885), визначний діяч судової реформи 1864 та Костянтин Старицький (1839—1909) — вчений, контр-адмірал, дослідник-гідрограф.
- миргородська, з якої походили Михайло Петрович Старицький (*1840 — †1904) — відомий український письменник, та його дочки: Марія (*1865 — †1930) — педагог у ділянці театрального мистецтва, й Людмила Старицька-Черняхівська (*1868 — †1941), письменниця і громадська діячка.

## Посиалння
- Полтавські Старицькі